# Heath Slater
Pour les articles homonymes, voir Heath Miller (football américain) et Miller.
Heath Miller, né le 15 juillet 1983 à Pineville, (Virginie-Occidentale), est un catcheur américain.
Il est connu pour avoir travaillé à la World Wrestling Entertainment de 2006 à 2020 sous le nom de Heath Slater. 
Surnommé The One Man Rock Band, Heath Slater fait ses débuts à la WWE en 2010, faisant d'abord parti de la Nexus, groupe formé par les rookies de la saison 1 de NXT, il remportera trois fois le championnat par équipes de la WWE avec Justin Gabriel. Il est également le premier WWE SmackDown Tag Team Champion avec Rhyno.

## Carrière

### WWA4 Pro Wrestling School (2004-2006)
Il commence sa carrière à la WWA4 Pro Wrestling School (une fédération d'Atlanta) en 2004.

### Deep South Wrestling (2006-2007)
Le 16 mars 2006, il fait ses débuts à la Deep South Wrestling sous son vrai nom, Heath Miller, et perd face à Sonny Siaki.

### World Wrestling Entertainment (2006-2020)

#### Florida Championship Wrestling (2006-2010)

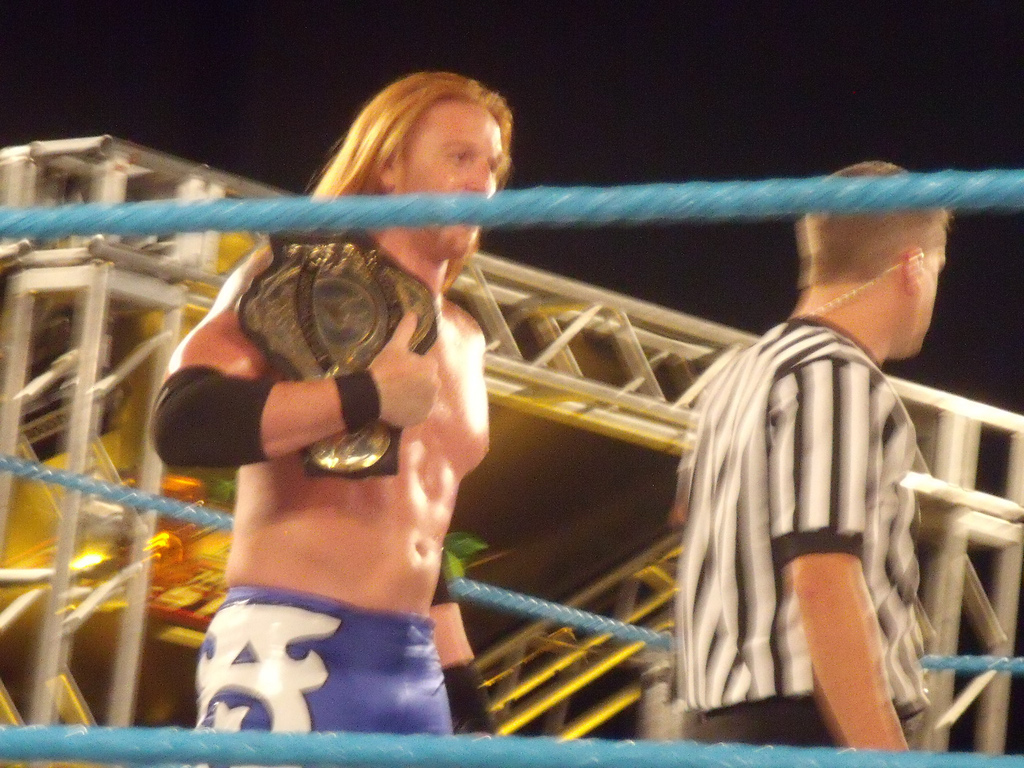
Heath Slater à la FCW

En décembre 2006, Miller signe un contrat avec la World Wrestling Entertainment. Il est envoyé à son club-école, la Deep South Wrestling. En 2007, Miller est envoyé au nouveau territoire de développement de la WWE, la Florida Championship Wrestling. Il utilisera d'abord son vrai nom, avant de le changer en Sebastien Slater, puis en Heath Slater. Il remportera le championnat poids lourds de la FCW, le FCW Southern Heavyweight Championship et le championnat par équipes de la FCW avec Joe Hennig.

#### Saison 1 deNXTet The Nexus (2010-2011)

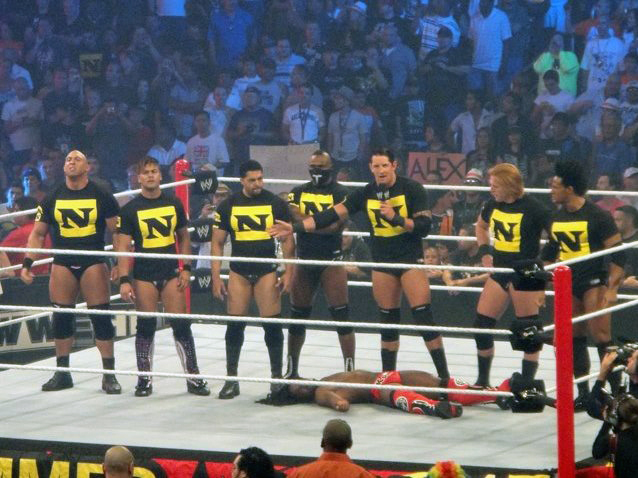
Heath Slater (le 2e à droite) en tant que membre de la Nexus lors de SummerSlam.

Heath Slater est annoncé en tant que l'un des huit rookies de la première saison de la NXT qui commencera en février 2010. Son "pro" est Christian. Il se place 4e au classement et ne remporte donc pas la saison 1 de NXT.
Heath fait ses débuts à Raw le 7 juin avec tous les rookies de la saison 1 de NXT, pendant le match entre CM Punk et John Cena, et attaquent les deux adversaires avant de dévaster le ring. Il effectue un Heel Turn. Les rookies se présentent la semaine suivante comme un clan appelé The Nexus, dirigé par Wade Barrett, qui réclame un contrat officiel pour tous ses partenaires. Pendant les semaines qui suivent, le clan continue d'attaquer les catcheurs et les officiers de la WWE, s'occupant principalement d'intervenir pendant les matchs de John Cena. Une rivalité se forme donc entre la Nexus et Cena qui emmènent à un match dans le main-event de SummerSlam, dans un 7 contre 7 à élimination, où l'équipe de John Cena (Cena, John Morrison, Edge, Chris Jericho, Bret Hart, R-Truth et Daniel Bryan) ressort vainqueur du match.
Le lendemain de Bragging Rights, alors que David Otunga et John Cena (qui a été contraint de rejoindre la Nexus) aient remportés les championnats par équipes de la WWE, Heath Slater et Justin Gabriel remportent les titres face à ces derniers, sur ordre de Wade Barrett. C'est donc le premier titre de Slater à la WWE. Ils perdent les titres lors du Raw du 6 décembre face à Santino Marella et Vladimir Kozlov à la suite suite d'une distraction de John Cena (celui-ci étant viré de la WWE, à la suite de la défaite de Wade Barrett aux Survivor Series), dans un match qui comprenait aussi The Usos et l'équipe Mark Henry et Yoshi Tatsu. À TLC, lui et Gabriel ne récupèrent pas les titres par équipe, battu par Santino Marella et Vladimir Kozlov par disqualification après une intervention de Michael McGillicutty.
En fin d'année, tous les membres originaux de la Nexus reçoivent le Slammy Award du moment le plus choquant de l'année, pour les débuts de la Nexus. Lors du dernier Raw de l'année, CM Punk annonce qu'il est le nouveau leader de la Nexus.
En début d'année 2011, Wade Barrett est exclu du clan, et le nouveau leader CM Punk impose un rite d'initiation pour tous les membres afin de leur prouver leur engagement, que lui et Justin Gabriel n'exécutent pas. Ils sont donc exclus du clan.

#### The Corre (2011)
Heath Slater et Justin Gabriel décident donc de rejoindre Wade Barrett à SmackDown, en compagnie d'Ezekiel Jackson, afin former un nouveau clan, appelé The Corre, défini comme n'ayant aucun leader.
Lors d'Elimination Chamber, lui et Justin Gabriel remportent pour la seconde fois les championnats par équipes, face à Santino Marella et Vladimir Kozlov. Le lendemain à Raw, ils perdent les titres face à The Miz et John Cena. Ils récupèrent les titres quelques minutes plus tard, dans un match revanche, à la suite d'une trahison du Miz sur John Cena.
The Corre affronte ensuite Kane, Big Show, Santino Marella et Kofi Kingston à WrestleMania XXVII, match remporté par l'équipe adverse. Le 22 avril à SmackDown, Slater et Gabriel perdent les titres par équipes contre Big Show et Kane.
Pendant les semaines qui suivent, la tension augmente entre les membres du Corre. Cette tension aboutit à l'exclusion d'Ezekiel Jackson du clan. 
Le clan se dissout ensuite lorsque Justin Gabriel et Heath Slater le quittent, car Wade Barrett les a abandonnés à plusieurs reprises pendant leurs matchs.
Heath Slater et Justin Gabriel restent néanmoins partenaires, jusqu'à Money in the Bank, où Slater et Gabriel mettent un terme à leur équipe pendant le Money in the Bank Ladder match de SmackDown, remporté par Daniel Bryan.

#### The One Man Band et3MB(2011-2014)
Slater commence ensuite sa carrière en solo. Il combattra divers adversaires dans les différentes divisions.

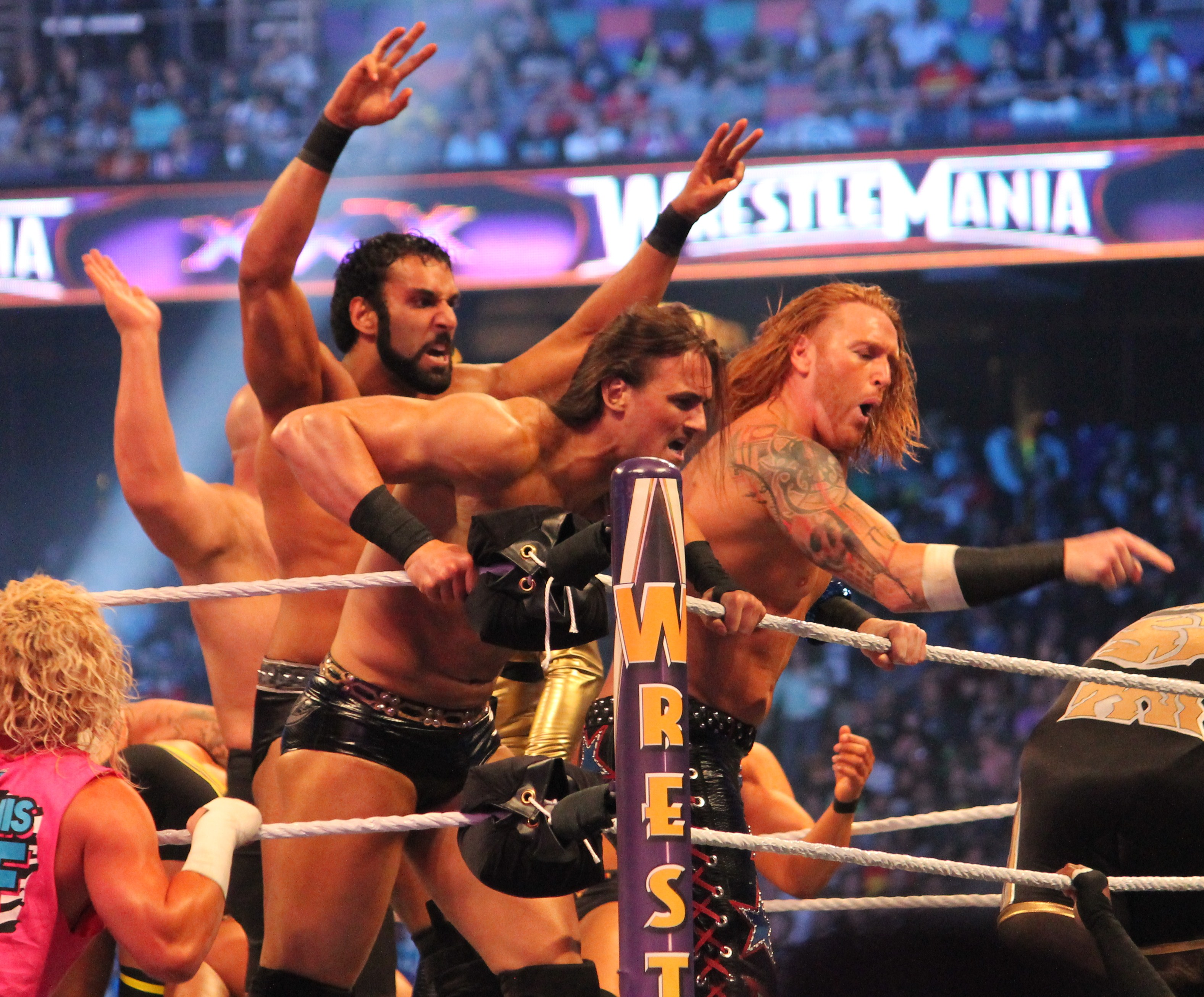
3MB en 2014

Lors du Smackdown du 21 septembre 2012, Heath Slater perd contre Brodus Clay. À la fin du match, Drew McIntyre et Jinder Mahal débarquent pour attaquer Clay. Une alliance se forme entre Slater, McIntyre et Mahal, le nom de leur alliance se nomme 3MB. Lors du Pré-Show des Survivor Series, il gagne avec Jinder Mahal contre Santino Marella et Zack Ryder. Lors de TLC, 3MB perd contre The Miz, Alberto Del Rio et The Brooklyn Brawler.
Durant les années 2013 et 2014, Slater est impliqué avec les 3MB dans diverses rivalités, où ils perdent la quasi-totalité de leur combat.

#### Retour en solo (2014-2016)
À la suite des départs de Drew McIntyre et de Jinder Mahal de la fédération en juin 2014, Heath Slater continue sa carrière en solo.
On apprend le 30 juillet qu'il forme une équipe avec Titus O'Neil nommée Slater Gator,. À cause de problèmes judiciaires, il est inactif depuis décembre 2014 puis apparaît occasionnellement pour des combats à Raw.

#### The Social Outcasts (2016)

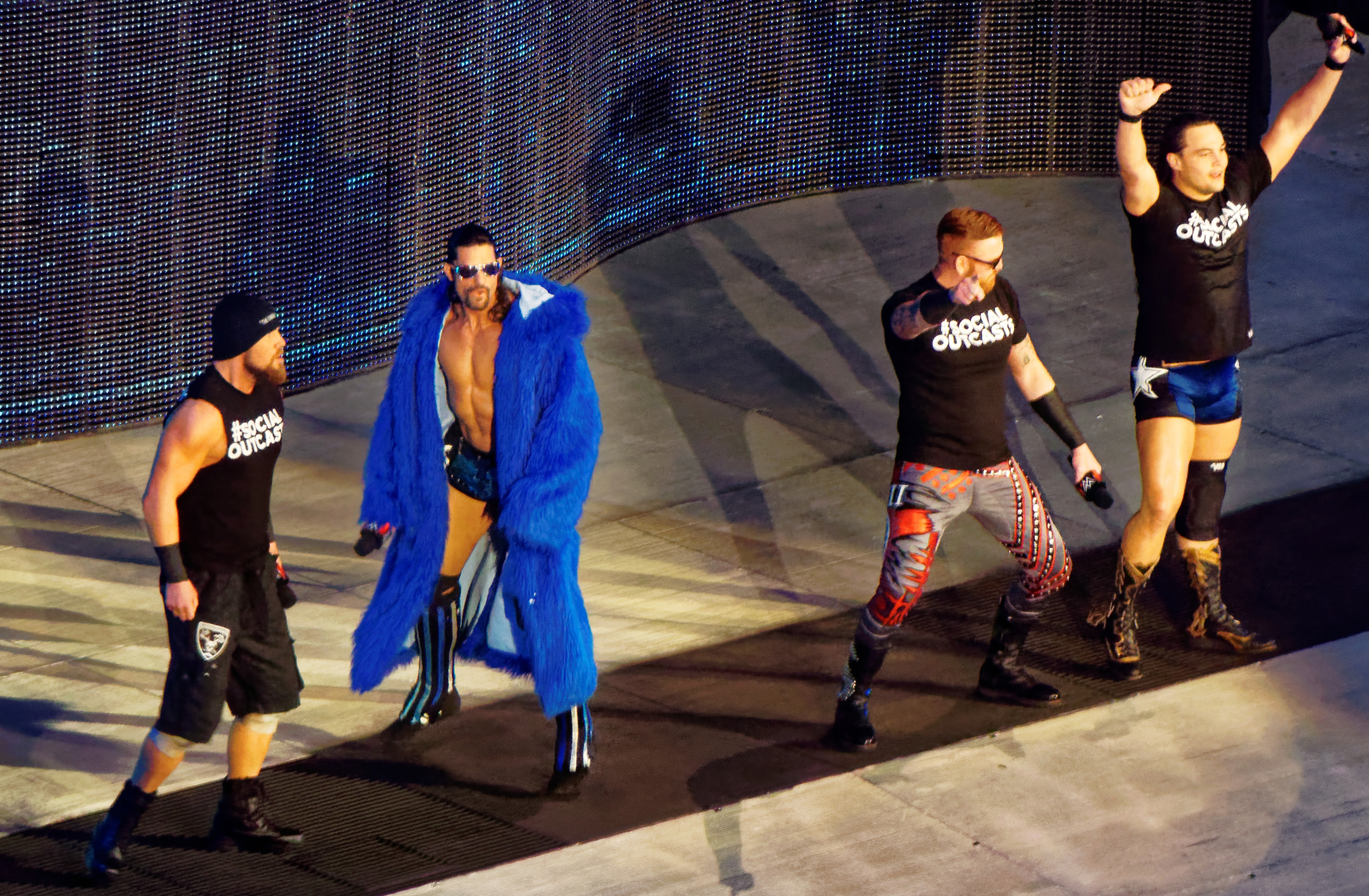
De gauche à droite : Curtis Axel, Adam Rose, Heath Slater et Bo Dallas.

Le 4 janvier 2016, il fait son entrée avec un nouveau groupe composé d'Adam Rose, Bo Dallas et Curtis Axel, il bat Dolph Ziggler grâce à quelques interventions de ses coéquipiers. Le 23 mai, Adam Rose est licencié de la WWE, il quitte donc le groupe en même temps. 
Le 19 juillet à SmackDown, Bo Dallas et Curtis Axel sont transférés à Raw, tandis que lui n'est transféré dans aucune des deux écuries ce qui provoque donc la dissolution du groupe.

#### SmackDown Tag Team Champion, draft àRawet diverses rivalités (2016-2018)

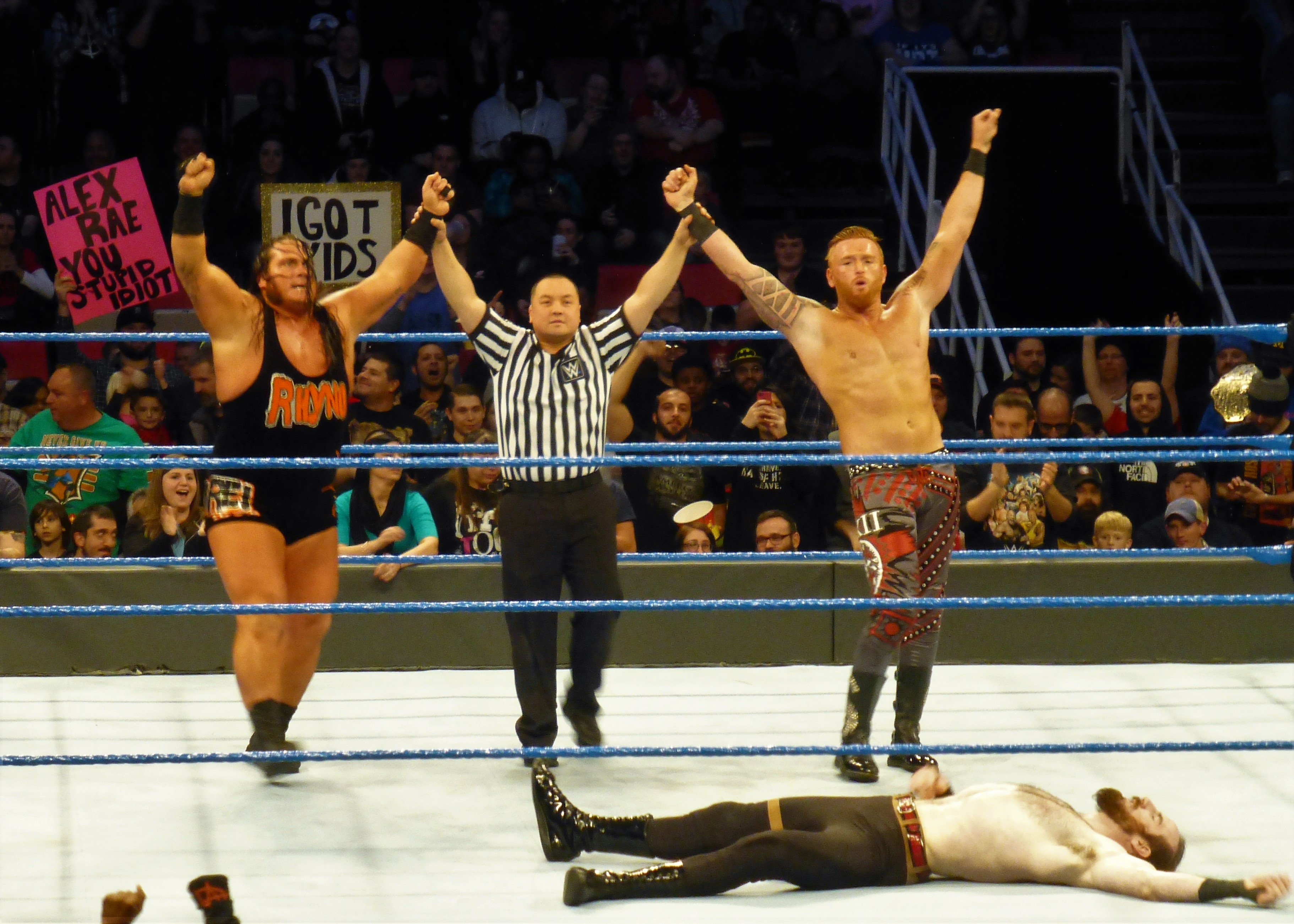
Rhyno et Heath Slater en décembre 2016.

À la suite du draft, Heath Slater apparaît à SmackDown Live le 26 juillet où il demande à Shane McMahon un contrat, qu'il obtient lors de Backlash, où lui et Rhyno deviennent les premiers WWE SmackDown Tag Team Champions en battant The Usos, sous les ovations du public, ce qui le fait devenir face pour la première fois depuis son Heel turn en 2010. Lors de No Mercy, ils battent The Usos et conservent leurs titres. Lors de TLC, ils perdent leurs titres contre The Wyatt Family.
Le 10 avril 2017, il est drafté à Raw avec Rhyno.
Lors de Great Balls of Fire, il bat Curt Hawkins.
Le 28 janvier 2018 lors du Royal Rumble, il rentre en 5e position, il élimine Sheamus en deux secondes et se fait éliminer par Bray Wyatt.
Lors de WrestleMania 34, il perd la bataille royale en mémoire d'Andre The Giant au profit de Matt Hardy en se faisant éliminer par Baron Corbin.
Lors du WWE Greatest Royal Rumble, il entre en 36e position dans le Royal Rumble match mais se fait éliminer par Braun Strowman.
Le 3 décembre à Raw, Slater bat Rhyno au cours d'un match dont le perdant fut renvoyé de Raw. Ce match leur fut imposé par Baron Corbin, qui après le match rétrograda Slater au poste d'arbitre.

#### Arbitre, diverses apparitions et Licenciement (2018-2020)
La semaine suivante, il devient arbitre.
Le 24 juin 2019, il remporte le WWE 24/7 Championship en faisant le tombé sur R-Truth, avant de le perdre juste après face au même adversaire.
Le 15 avril 2020, la WWE annonce son licenciement de la fédération en raison des restrictions économiques dues à la pandémie de Covid-19.
Le 6 juillet à Raw, il effectue son retour en compagnie de Dolph Ziggler et défie son ami Drew McIntyre pour le WWE Championship dans un match qu'il perdra. Après le match, il se fait attaquer par Ziggler avant d'être sauvé par McIntyre avec qui il célèbre.

### Impact Wrestling (2020-2023)

#### Débuts, reformation de son équipe avec Rhino et blessure (2020-2021)
Le 18 juillet 2020 à Slammiversary XVIII, il fait ses débuts en déclarant qu'il est agent libre avant d'être interrompu par Rohit Raju qui se moque de lui et en essayant de l'attaquer, mais Heath prend le dessus en lui portant un neckbreaker. Plus tard dans la soirée, il retrouve Rhino, son ancien partenaire, en backstage avant que Scott D'Amore ne lui demande de quitter les lieux car il n'est pas un employé d'IMPACT.
Rhino et Heath commencèrent une campagne visant à pousser Impact à signer Heath. Le 3 octobre, lors de Victory Road, Rhino et Heath firent équipe pour la première fois à Impact en battant Reno Scum. Après le match, Scott D'Amore offrit un contrat à Heath. Cependant, D'Amore offrit le contrat à Heath mais imposa que s'il voulait le garder, il devait lui ou Rhino remporter le Call Your Shot Gauntlet match à Bound for Glory.
Le 24 octobre à Bound for Glory, Rhino remporte le match en entrant en première position (Heath était initialement prévu comme gagnant mais il se blessa avant le show). Cette victoire donne à Rhino le droit à un match pour le titre de son choix et permet à Heath de rester à Impact.

#### Retour, rivalité avec Violent by Design, Impact World Tag Team Champions avec Rhino et départ (2021-2023)
Le 30 septembre 2021, il fait son retour à Impact! en attaquant Violent by Design.
Le 20 octobre 2022 à Impact!, lui et Rhino deviennent les nouveaux Impact World Tag Team Champions en battant The Kingdom. Le 15 décembre, ils perdent les titres face à The Motor City Machine Guns.
En octobre 2023, son contrat avec Impact se termine.

## Palmarès
- Figure Wrestling Federation
  - 1 fois FWF Interstate Champion
- Florida Championship Wrestling
  - 1 fois FCW Florida Heavyweight Champion
  - 1 fois FCW Southern Heavyweight Champion
  - 1 fois FCW Florida Tag Team Champion avec Joe Hennig
- Georgia Championship Wrestling
  - 1 fois GCW Columbus Heavyweight Champion
- Impact Wrestling
  - 1 fois Impact World Tag Team Champion avec Rhino
- Insane Wrestling Revolution
  - 1 fois IWR World Tag Team Champion avec Rhino
- World Wrestling Entertainment
  - 1 fois Champion 24/7 de la WWE
  - 1 fois WWE SmackDown Tag Team Champion avec Rhyno (premier détenteur)
  - 3 fois WWE Tag Team Champion avec Justin Gabriel
  - WWE SmackDown Tag Team Championship Tournament (2016) avec Rhyno
  - Slammy Award du Moment le plus choquant de l'année (2010) - Pour les débuts de Nexus.
- Xtreme Intense Championship Wrestling
  - 1 fois XICW Tag Team Champion avec Rhino (actuel)

## Récompenses de magazines
- Pro Wrestling Illustrated

| Année | 2008 | 2009 | 2010 | 2011 | 2012 | 2013 | 2014 | 2015 | 2016 | 2017 | 2018 | 2019 |
| ----- | ---- | ---- | ---- | ---- | ---- | ---- | ---- | ---- | ---- | ---- | ---- | ---- |
| Rang  | 193  | 192  | 100  | 66   | 109  | 140  | 177  | 189  | 212  | 107  | 143  | 183  |

## Vie privée
Miller est marié à Stephanie Jean Houck. Le couple a une fille.[réf. nécessaire]

## Filmographie
- 2016 : The Marine 5